# Елефант-Бютт (Нью-Мексико)
Елефант-Бютт (англ. Elephant Butte) — місто (англ. city) в США, в окрузі Сьєрра штату Нью-Мексико. Населення — 1447 осіб (2020).

## Географія
Елефант-Бютт розташований за координатами 33°10′55″ пн. ш. 107°13′32″ зх. д. / 33.18194° пн. ш. 107.22556° зх. д. (33.181840, -107.225566).  За даними Бюро перепису населення США в 2010 році місто мало площу 11,15 км², з яких 11,12 км² — суходіл та 0,03 км² — водойми.

## Демографія
Згідно з переписом 2010 року, у місті мешкала 1431 особа в 772 домогосподарствах у складі 464 родин. Густота населення становила 128 осіб/км².  Було 1316 помешкань (118/км²).
Расовий склад населення:
| - 92,2 % — білих - 0,9 % — корінних американців - 0,5 % — азіатів - 0,3 % — чорних або афроамериканців - 2,9 % — осіб інших рас |

До двох чи більше рас належало 3,2 %. Частка іспаномовних становила 13,6 % від усіх жителів.
За віковим діапазоном населення розподілялося таким чином: 8,7 % — особи молодші 18 років, 48,3 % — особи у віці 18—64 років, 43,0 % — особи у віці 65 років та старші. Медіана віку мешканця становила 62,8 року. На 100 осіб жіночої статі у місті припадало 104,4 чоловіків;  на 100 жінок у віці від 18 років та старших — 102,3 чоловіків також старших 18 років.
Середній дохід на одне домашнє господарство  становив 43 496 доларів США (медіана — 30 341), а середній дохід на одну сім'ю — 52 167 доларів (медіана — 36 198). За межею бідності перебувало 10,1 % осіб, у тому числі 17,1 % дітей у віці до 18 років та 0,9 % осіб у віці 65 років та старших.
Цивільне працевлаштоване населення становило 468 осіб. Основні галузі зайнятості: публічна адміністрація — 26,9 %, роздрібна торгівля — 21,2 %, освіта, охорона здоров'я та соціальна допомога — 18,4 %, мистецтво, розваги та відпочинок — 16,5 %.